# Hervadó virágok
A Hervadó virágok (eredeti cím: Broken Flowers) 2005-ben bemutatott filmdráma Jim Jarmusch rendezésében, Bill Murray, Jeffrey Wright, Jessica Lange, Sharon Stone, Frances Conroy, és Julie Delpy főszereplésével. 
Bemutatója az Egyesült Államokban 2005. augusztus 5-én volt. A 2005-ös cannes-i filmfesztiválon a film jelölve volt az Arany Pálma-díjra, valamint elnyerte a zsűri nagydíját. A filmet Jarmush  Jean Eustache  francia filmrendezőnek  dedikálta.

## Cselekmény
Don Johnston számítástechnikai vállalkozó egy álmos kisvárosban él. Barátnője egy reggel elhagyja és ugyanaznap kap egy rózsaszín levelet ismeretlen feladótól. A levél tartalma szerint van egy 19 éves fia, aki elindult hozzá, hogy megkeresse sosem látott apját. A levél aláíratlan. Don szomszédja és egyetlen barátja egy etióp származású, 5 gyermekes családapa. Winston hobbiból krimiket ír, és készít egy tervet, amiben megszervezi szomszédja nyomozását az anya után. Winston Don lelkére köti, hogy minden nőnek vigyen egy csokor rózsaszín virágot és keressen a lakásban írógépet. Don elindul anyakereső útjára barátja unszolására.
- Laura, gardróbrendező, aki tinédzser lányával, Lolitával él egyedül. Laurának rózsaszín köntöse van. Az éjszakát a nőnél tölti.
- Dora, a luxusingatlan-kereskedőnő férjével él. Rózsaszín névjegykártyája van és a házuk tele van rózsaszín tárgyakkal. Hazaérkezik Ron, Dora férje, aki vacsorára invitálja Dont. Nincs gyermekük.
- Carmen, az állatkommunikátor nem fogadja kitörő örömmel Dont. Carmen régen szenvedélyes ügyvéd volt, elvált, egy 16 éves lánya van és időközben leszbikus lett. Pár percet beszélgetnek, majd Carmen elküldi a férfit. A neki vitt csokrot az asszisztensnője féltékenységből visszaadja Donnak.
- Penny egy kietlen erdős vidéken él. Don Penny kertjében megtalálja a rózsaszín törött írógépet. A nő arra a kérdésre, hogy van-e fia, kidobja a lakásból Dont. Penny szomszédjai leütik a férfit. Másnap hajnalban egy szántóföldön találja magát.

Utolsó útja a temetőbe vezet, ahhoz a nőhöz, aki szintén abban az időszakban volt a szerelme.
Hazatértekor a reptéren meglát egy magányos fiút, akivel ugyanaznap a kávézója előtt is találkozik. Szendvicset vesz a fiúnak és beszélgetni kezdenek. Don kérdésében a fiú apját firtatja, amire a srác elmenekül. Don utánarohan. Megáll egy üres útkereszteződésben, arra hajt egy Volkswagen bogár, amiből kihajol egy szintén 19 éves forma fiú, aki ugyanolyan melegítőben van, mint Don. Egymás szemébe néznek, majd a kocsi elhajt.

## Szereplők
| Szerep              | Színész              | Szinkronhang    |
| ------------------- | -------------------- | --------------- |
| Don Johnston        | Bill Murray          | Harsányi Gábor  |
| Winston             | Jeffrey Wright       | Bartucz Attila  |
| Laura               | Sharon Stone         | Fehér Anna      |
| Dora                | Frances Conroy       | Spilák Klára    |
| Carmen              | Jessica Lange        | Zakariás Éva    |
| Penny               | Tilda Swinton        | Solecki Janka   |
| Sherry              | Julie Delpy          | Gáspár Kata     |
| A kölyök            | Mark Webber          | Borbíró András  |
| Carmen asszisztense | Chloë Sevigny        | Laurinyecz Réka |
| Ron                 | Christopher McDonald | Sörös Sándor    |
| Lolita              | Alexis Dziena        | Hermann Lilla   |

## Érdekességek
- Bill Murray igazi fia, Homer Murray, feltűnik a film végén. Ő hajol ki a Volkswagen Bogárból. A végefőcímlistán "Kid in Car" néven szerepel.
- Jim Jarmusch megkérte a négy színésznőt, hogy írjanak levelet. Ebből a négy levélből született meg a filmben is felolvasott levél.
- A Broken Flowers név Jarmusch feleségének ötlete volt.

## Fontosabb díjak, jelölések

### Cannes-i fesztivál(2005)
- díj: Zsűri Nagydíja (Jim Jarmusch)
- jelölés: Arany Pálma (Jim Jarmusch)

### Ezüst Szalag díj(2006)
- jelölés: legjobb rendező – külföldi film (Jim Jarmusch)

### Európai Filmdíj(2005)
- jelölés: Screen International Award (Jim Jarmusch)

### Czech Lions (2006)
- díj: legjobb idegen nyelvű film

### Satellite Awards (2005)
- jelölés: legjobb férfi főszereplő (Bill Murray)

### Bodil-díj (2006)
- jelölés: legjobb amerikai film (Jim Jarmusch)